# Pseudocrypturus cercanaxius
Pseudocrypturus es un género extinto de ave paleognata. Solo se conoce una especie, Pseudocrypturus cercanaxius. Es un pariente de las aves terrestres modernas como los avestruces. Vivió durante el Eoceno.

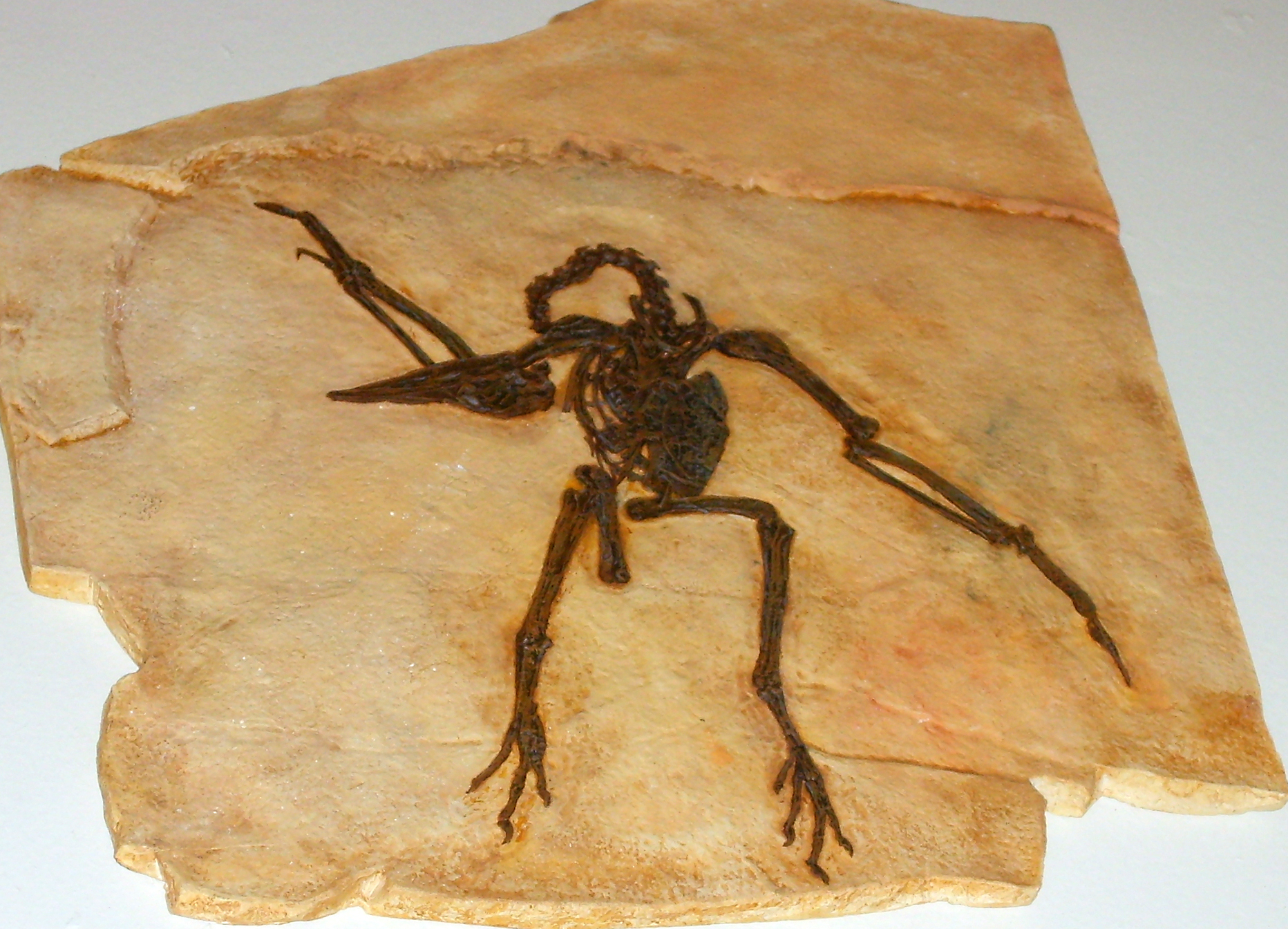
Réplica del mismo fósil, Zoologisk Museum, Copenhague.

El fósil holotipo se encuentra alojado en la colección del Museo Nacional de Historia Natural del Instituto Smithsoniano. Tiene el número de catálogo USNM 336103. Fue recolectado en el Miembro Fossil Butte de la Formación Green River, en el condado de Lincoln (Wyoming), Estados Unidos.

## Etimología
Pseudocrypturus significa tinamú falso. El nombre de la especie, cercanaxius proviene de las palabras del griego antiguo kerkion, cola, y anaxios, sin valor, en referencia al rudimentario pigóstilo de esta especie.